# Bernd Udo Schwenzfeier
Bernd Udo Schwenzfeier (* 16. Dezember 1941 in Berlin) ist ein deutscher Autor von Kriminal- und Fantasyromanen.

## Leben
Er arbeitete von 1962 bis 2001 bei der Berliner Polizei, zuletzt als Erster Kriminalhauptkommissar und war zuständig für den Bereich Einbruch, Hehlerei und Bandendiebstahl im Süden Berlins. Er ist Mitglied der Autorenvereinigung Syndikat.
In mehreren seiner Bücher wurden wahre Verbrechen detailliert dargestellt und analysiert. Die Arbeit der Polizei fand dabei eine besondere Beachtung. Auch sein erster Kriminalroman "Kälter als Eis" basiert auf einer wahren Begebenheit. Der beschriebene Fall wurde von ihm lediglich aus Westdeutschland an den Berliner Wannsee verlegt. Hingegen ist "Das Todeskommando" ein rein fiktives Werk. Der Fall spielt in Berlin und in der Republik Irland.
Schwenzfeier, gelernter Möbel- und Bautischler, qualifizierte sich 1978 zum Dipl. Verwaltungswirt und lehrte von 1985 bis 1992 als Dozent in den Fächern Kriminalistik, Kriminologie und Kriminaltechnik an der Polizeischule Berlin. Er ist verheiratet,  hat 2 Töchter und 3 Enkel und wohnt in Berlin.

## Werke
- Der Feind in meinem Haus (2003), Sammlung authentischer Mordfälle aus Berlin
- Einladung zum Mord (2006), Sammlung authentischer Mordfälle aus Berlin
- Kälter als Eis (2008), Kriminalroman
- Der Mitternachtsmörder (2009), Sammlung authentischer Mordfälle aus Berlin
- Die Insel hinter den Wellen (2010), Romantic-Fantasy-Roman aus Irland
- Das Todeskommando (2011), Kriminalroman
- Die Totengräber (2013), Kriminalroman